# 天主教卡馬圭總教區
天主教卡馬圭總教區（拉丁語：Archidioecesis Camagueyensis）是古巴一個羅馬天主教總教區，是該國三個總教區之一。位於卡馬圭省，下轄三個教區。
教區1912年12月10日成立，1998年12月5日升為總教區。2006年有教友544,000人，佔轄區總人口63.2%。教區下轄十四個堂區，有廿七名司鐸。現任教區總主教為若望·加西亞·羅德里格斯。